# Андреевский сельсовет (Амурская область)
Андре́евский сельсове́т — упразднённое сельское поселение в Ивановском районе Амурской области.
Административный центр — село Андреевка.

## История
16 февраля 2005 года в соответствии с Законом Амурской области № 440-ОЗ муниципальное образование наделено статусом сельского поселения.
Законом Амурской области от 7 мая 2015 года № 540-ОЗ,
Правовосточный и Андреевский сельсоветы объединены в Правовосточный сельсовет.

## Население
| 2002 | 2010 | 2011 | 2012 | 2013 | 2014 | 2015 |
| ---- | ---- | ---- | ---- | ---- | ---- | ---- |
| 368  | ↘319 | ↘318 | ↘308 | ↘293 | ↘281 | ↗282 |

## Состав сельского поселения
| № | Населённый пункт | Тип населённого пункта       | Население |
| - | ---------------- | ---------------------------- | --------- |
| 1 | Андреевка        | село, административный центр | ↗238      |
| 2 | Богословка       | село                         | ↗49       |